# Liste der Klassischen Philologen an der Eberhard Karls Universität Tübingen
Die Liste der Klassischen Philologen an der Eberhard Karls Universität Tübingen zählt Vertreter dieses Faches auf, die an der Universität Tübingen seit der Gründung der Universität (1477) gelehrt und geforscht haben. Die Klassische Philologie ist am Philologischen Seminar (gegründet 1838), innerhalb der Philosophischen Fakultät, angesiedelt und derzeit mit drei Lehrstühlen vertreten (Griechische Philologie: Irmgard Männlein, Lateinische Philologie: Robert Kirstein, Lateinische Philologie mit einem zusätzlichen Schwerpunkt in der Buchgeschichte: Anja Wolkenhauer).

## Geschichte
Die griechische und lateinische Sprache wurden an der Universität Tübingen seit ihrer Gründung gelehrt. In der Frühen Neuzeit, namentlich nach der Reformation, wirkten mit Johannes Reuchlin, Jakob von Jonas und Joachim Camerarius berühmte Gelehrte in Tübingen. Besondere Bedeutung hatte die langjährige Tätigkeit von Martin Crusius (1526–1607), der Studenten aus vielen deutschen und europäischen Staaten anlockte. Dennoch blieb das Latein- und Griechischstudium auf die Vorbildung von Juristen, Medizinern und Theologen beschränkt.
Die Auswirkungen des Neuhumanismus zeigten sich in Tübingen erst verhältnismäßig spät. Der erste bedeutende Tübinger Philologe im 19. Jahrhundert war Gottlieb Lukas Friedrich Tafel (1787–1860), der vor allem durch seine Forschungen zu Pindar und seinen späteren Kommentatoren bekannt war. Gemeinsam mit Ernst Christian Walz (1802–1857), dem Herausgeber der Rhetores Graeci, war er Leiter des Philologischen Seminars, das auf königlichen Beschluss 1838 gegründet wurde. Das Seminar sollte (wie andere, schon lange existierende Einrichtungen dieser Art in Deutschland) die Qualität der Lehrerausbildung in Württemberg heben. Die Reform des philologischen Studiums in Tübingen ging jedoch auch nach der Gründung des Seminars nur langsam voran, weil die Theologen und Philosophen ihren Einfluss auf den Studiengang (ihre Hilfsdisziplin) weiterhin geltend machten. So klagte noch der spätere Leiter des Seminars Wilhelm Siegmund Teuffel (1820–1878) im Jahr 1876 bei seiner Begrüßungsrede der 31. Philologenversammlung in Tübingen: „Es ist freilich nicht viel was wir Ihnen bieten können. […] In Tübingen fanden die Fortschritte welche die philologische Wissenschaft seit Wolf besonders durch G. Hermann und A. Böckh, weiterhin durch Lachmann und Ritschl machte nur sehr langsam und unter schweren Kämpfen Eingang.“ So waren auch bis dato die bedeutenden Tübinger Philologen keine Zöglinge des Seminars, sondern weitgehend Autodidakten gewesen.
Ein Umschwung zeichnete sich im letzten Drittel des 19. Jahrhunderts ab: Neben Teuffel, der als Herausgeber der Real-Encyclopädie der classischen Alterthumswissenschaft und der Geschichte der römischen Litteratur große Verdienste erworben hatte, wirkte der Epigraphiker und Kulturhistoriker Ernst von Herzog (1834–1911) und der Literaturwissenschaftler und Archäologe Ludwig von Schwabe (1835–1908). Zu Teuffels Nachfolger wurde mit Erwin Rohde (1845–1898) ein erstklassiger Philologe aus der Ritschl-Schule berufen, der acht Jahre lang in Tübingen wirkte. Sein Nachfolger wurde Otto Crusius (1857–1918), der in Tübingen seine Studien über Herodas und die delphischen Hymnen verfasste.
Um die Jahrhundertwende gab es einen Generationenwechsel in Tübingen: Auf Otto Crusius folgte Wilhelm Schmid (1859–1951), ein Kenner der griechischen Literaturgeschichte; Ernst von Herzog wurde emeritiert und ihm folgte Gotthold Gundermann (1856–1921), ein Latinist und Wissenschaftshistoriker. Beide wirkten fast zwei Jahrzehnte nebeneinander, ab 1903 regelmäßig unterstützt von einem Assistenten (bzw. außerordentlichen Professor). Als Nachfolger Gundermanns wirkte von 1921 bis 1954 Otto Weinreich (1886–1972), der die lateinische Dichtung und die antike Religionsgeschichte gleichermaßen beherrschte. Den gräzistischen Lehrstuhl hatten nacheinander Johannes Mewaldt, Hans Herter und Friedrich Focke inne.
In der Zeit nach dem Zweiten Weltkrieg trat eine regelrechte Blüte der Klassischen Philologie in Tübingen ein: Den Lehrstuhl für Gräzistik nahm 1950 Wolfgang Schadewaldt (1900–1974) ein. Neben ihm wirkten der Latinist und Germanist Ernst Zinn (1910–1990), der Religionswissenschaftler Hildebrecht Hommel (1899–1996), der Rhetoriker Walter Jens (1923–2013) und der Musikwissenschaftler Günther Wille (1925–1996). Der nächsten Generation gehörten Hubert Cancik, Heinz Hofmann, Richard Kannicht und Ernst A. Schmidt an. Schadewaldts Forschungsschwerpunkt, die Philosophie Platons, verstätigte sich auch nach seiner Emeritierung durch die Berufung seiner Schüler Konrad Gaiser (1929–1988) und Thomas A. Szlezák (1940–2023).

## Liste der Klassischen Philologen
Angegeben ist in der ersten Spalte der Name der Person und ihre Lebensdaten, in der zweiten Spalte wird der Eintritt in die Universität angegeben, in der dritten Spalte das Ausscheiden. Spalte vier nennt die höchste an der Universität Tübingen erreichte Position. An anderen Universitäten kann der entsprechende Dozent eine noch weitergehende wissenschaftliche Karriere gemacht haben. Die nächste Spalte nennt Besonderheiten, den Werdegang oder andere Angaben in Bezug auf die Universität oder das Seminar. In der letzten Spalte stehen Bilder der Dozenten.
| Wissenschaftler                            | von       | bis       | Funktionen                 | Bemerkungen | Bild |
| ------------------------------------------ | --------- | --------- | -------------------------- | --- | ---- |
| Johannes Reuchlin (um 1500–1558)           | 1521      | 1522      | Ordinarius                 | Professor der griechischen und hebräischen Sprache |      |
| Jakob von Jonas (um 1500–1558)             | 1526      | 1533      | Ordinarius                 | Professor der hebräischen und griechischen Sprache |      |
| Joachim Camerarius der Ältere (1500–1574)  | 1535      | 1541      | Ordinarius                 | Reformer der Universität, las über lateinische und griechische Autoren; wechselte nach Leipzig |      |
| Melchior Volmar (1497–1560)                | 1541      | 1556      | Ordinarius                 | Jurist, las ab 1541 über lateinische und griechische Autoren |      |
| Martin Crusius (1526–1607)                 | 1559      | 1607      | Ordinarius                 | Professor der griechischen und lateinischen Sprache, ab 1564 auch der Rhetorik; hielt berühmte Vorlesungen über griechische Literatur (einschließlich byzantinischer Literatur) |      |
| Nicodemus Frischlin (1547–1590)            | 1568      | 1582      | Ordinarius                 | Professor der Poesie und Geschichte; wechselte nach Laibach, später nach Straßburg |      |
| Christoph Kaldenbach (1613–1698)           | 1656      | 1698      | Ordinarius                 | Professor der Rhetorik und Poesie, Dichterphilologe |      |
| Johann Wolfgang Jäger (1647–1720)          | 1681      | 1684      | Ordinarius                 | Professor der griechischen Sprache; wechselte als Lehrer an das theologische Stift |      |
| Johann Osiander (1657–1724)                | 1688      | 1688      | Ordinarius                 | Professur der griechischen Sprache und Philosophie; später Kriegsrat bzw. Ephorus des theologischen Stifts |      |
| Johann Christian Klemm (1688–1754)         | 1717      | 1725      | Ordinarius                 | Professor der Philosophie, der griechischen und orientalischen Sprache; wechselte an die theologische Fakultät |      |
| Immanuel Hoffmann (1710–1772)              | 1757      | 1772      | Ordinarius                 | Professor der griechischen Sprache und Ephorus des theologischen Stifts |      |
| Jeremias David Reuss (1750–1837)           | 1768      | 1782      | Privatdozent               | Privatdozent der Philologie und Kustos an der Universitätsbibliothek; verfasste Platon-Ausgaben und Kataloge der Universitätsbibliothek; wechselte nach Göttingen |      |
| David Christoph Seybold (1747–1804)        | 1796      | 1804      | Ordinarius                 | Professor der „classischen Litteratur“ |      |
| Karl Philipp Conz (1762–1827)              | 1804      | 1827      | Ordinarius                 | Professor der „classischen Litteratur“, Dichterphilologe |      |
| Gottlieb Lukas Friedrich Tafel (1787–1860) | 1815      | 1846      | Ordinarius                 | Repetent am Stift, 1818 außerordentlicher Professor, 1827 Ordinarius, 1846 quiesziert; erster moderner Erforscher der mittelgriechischen Literatur in Deutschland, gelangte von Studien über Pindar und seine Scholien zur byzantinischen Schriftstellerei |      |
| Ernst Christian von Walz (1802–1857)       | 1830      | 1857      | Ordinarius                 | Repetent, 1832 außerordentlicher Professor, 1834 titularer ordentlicher Professor, 1840 mit dem Gehalt eines Ordinarius; Spezialist für griechische Rhetorik, Herausgeber der Rhetores Graeci (9 Bände, 1832–1836), seit 1834 Leiter des Münz- und Antikenkabinetts mit eigenem Etat; hielt ab 1831 auch Vorlesungen über Kunstgeschichte; 1845–1847 Mitherausgeber der Real-Encyclopädie der classischen Alterthumswissenschaft |      |
| Wilhelm Siegmund Teuffel (1820–1878)       | 1845      | 1878      | Ordinarius                 | Privatdozent, 1849 außerordentlicher Professor, 1857 Ordinarius; Spezialist für römische Literatur, insbesondere Horaz; Herausgeber der Real-Encyclopädie der classischen Alterthumswissenschaft (1845–1852, 1860–1866) und einer bedeutenden Literaturgeschichte (erstmals 1868–1870) |      |
| Albert Schwegler (1819–1857)               | 1843      | 1857      | Extraordinarius            | Privatdozent der Philosophie und Philologie, 1848 außerordentlicher Professor für „römische Litteratur und Alterthümer“; Spezialist für antike Kirchen- und Profangeschichte, verfasste Ausgaben der Homilien des Clemens von Alexandria und Kirchengeschichte des Eusebius (1852) sowie eine Römische Geschichte (3 Bände, 1853–1858)                                                                                           |      |
| August Rossbach (1823–1898)                | 1852      | 1856      | Extraordinarius            | Privatdozent, 1855 außerordentlicher Professor; Spezialist für römische Dichtung (Catull, Tibull), römische Kulturgeschichte und griechische Metrik; wechselte nach Breslau |      |
| Rudolf Westphal (1826–1892)                | 1852      | 1862      | Extraordinarius            | Privatdozent, 1857 außerordentlicher Professor; Spezialist für Vergleichende Sprachwissenschaft, griechische Metrik und Musikgeschichte; später Privatgelehrter (zeitweise Gymnasiallehrer in Livland und Moskau) |      |
| Karl Hirzel (1808–1874)                    | 1857      | 1874      | Ordinarius                 | Nachfolger von Walz, 1864 Rektor des Tübinger Gymnasiums und Extraordinarius; Praktiker, Schul- und Verwaltungsorganisator |      |
| Karl Ludwig von Roth (1790–1868)           | 1859      | 1867      | Privatdozent               | vorher Gymnasiallehrer in Nürnberg und Oberstudienrat in Stuttgart, las über griechische und römische Rhetorik sowie über lateinische Satiriker, Tacitus, Quintilian und Gymnasialpädagogik |      |
| Conrad Bursian (1830–1883)                 | 1861      | 1864      | Privatdozent               | Spezialist für griechische Geographie und Topographie, antike Kunstgeschichte, christliche Literatur und Wissenschaftsgeschichte; wechselte nach Zürich, später nach Jena und München |      |
| Ernst von Herzog (1834–1911)               | 1862      | 1902      | Ordinarius                 | Privatdozent, 1867 außerordentlicher Professor der klassischen Philologie und Archäologie, 1869 Mitleiter des Philologischen Seminars, 1874 Direktor und Ordinarius; hielt Vorlesungen über antike Kunstgeschichte, Epigraphik, Christliche Archäologie, Sprachwissenschaft, später auch über griechische und römische Geschichte                                                                                                |      |
| August Preuner (1832–1906)                 | 1864      | 1866      | Privatdozent               | Archäologe und Philologe; wechselte an die Universität Greifswald |      |
| Ludwig von Schwabe (1835–1908)             | 1872      | 1908      | Ordinarius                 | Professor für Klassische Philologie und Archäologie; Spezialist für antike Kunstarchäologie, Numismatik und römische Literatur; bearbeitete Teuffels Geschichte der römischen Litteratur (4. Auflage 1881–1882, 5. Auflage 1890) |      |
| Hans Flach (1845–1895)                     | 1874      | 1885      | Extraordinarius            | Privatdozent, 1877 Extraordinarius; Spezialist für griechisches Epos (Hesiod), Drama und antiquarische Literatur; verfasste mehrere Streitschriften über die akademischen Verhältnisse in Tübingen, ging 1885 als Zeitungsredakteur nach Hamburg |      |
| Erwin Rohde (1845–1898)                    | 1878      | 1886      | Ordinarius                 | Nachfolger Teuffels; Spezialist für griechische Literatur-, Kultur- und Religionsgeschichte; wechselte nach Leipzig, später nach Heidelberg |      |
| Otto Crusius (1857–1918)                   | 1886      | 1898      | Ordinarius                 | Nachfolger Rohdes; Spezialist für griechische Kleindichtung und Parömiographie, Herausgeber des Philologus; wechselte nach Heidelberg, später nach München |      |
| Wilhelm Schmid (1859–1951)                 | 1887      | 1926      | Ordinarius                 | Privatdozent, 1893 außerordentlicher Professor, 1898 ordentlicher Professor, 1926 emeritiert; Spezialist für griechische Rhetorik und Stilistik (besonders der Kaiserzeit), bearbeitete mit Otto Stählin die Geschichte der griechischen Literatur von Wilhelm von Christ (5. und 6. Auflage in mehreren Bänden, 1911–1948) |      |
| Friedrich Cauer (1863–1932)                | 1890      | 1893      | Privatdozent               | Spezialist für antikes Staatswesen und Politik; wechselte als Gymnasiallehrer nach Berlin |      |
| Rudolf Herzog (1871–1953)                  | 1899      | 1909      | Extraordinarius            | Ernst von Herzogs Sohn; Privatdozent, 1903 außerordentlicher Professor; Epigraphiker, leitete Ausgrabungen auf Kos; wechselte nach Basel, später nach Gießen |      |
| Gotthold Gundermann (1856–1921)            | 1902      | 1921      | Ordinarius                 | Nachfolger Ernst von Herzogs; Spezialist für griechische Fachschriftsteller (Medizingeschichte, Militärgeschichte) und Rezeption der antiken Literatur im Mittelalter |      |
| Adolf von Mess (1875–1916)                 | 1909      | 1916      | Extraordinarius            | Nachfolger von Rudolf Herzog; verfasste eine Caesar-Biographie (1913); früh verstorben |      |
| Otto Weinreich (1886–1972)                 | 1916 1921 | 1918 1954 | Ordinarius                 | Nachfolger von Mess’, 1918–1921 Ordinarius in Jena und Heidelberg, dann als Nachfolger von Gundermann in Tübingen; Religionswissenschaftler und Spezialist für römische Dichtung (Catull, Martial) sowie den griechischen Roman |      |
| Friedrich Zucker (1881–1973)               | 1918      | 1918      | Extraordinarius            | Nachfolger Weinreichs, Papyrologe; wechselte als Ordinarius nach Jena |      |
| Friedrich Pfister (1883–1967)              | 1918      | 1924      | Extraordinarius            | Nachfolger Zuckers; Spezialist für antike Religionsgeschichte und christliche Literatur; wechselte nach Würzburg |      |
| Friedrich Focke (1890–1970)                | 1925      | 1946      | Ordinarius                 | Nachfolger Pfisters, 1933 persönlicher Ordinarius, 1939 etatmäßiger Ordinarius (Nachfolger Herters); Spezialist für griechisches Epos (Odyssee), Geschichtsschreibung (Herodot), Rhetorik (Demosthenes) und hellenistisches Judentum; 1935–1937 Rektor, 1946 Amtsenthebung, 1949 Ruhestand, 1952 Emeritierung |      |
| Johannes Mewaldt (1880–1964)               | 1927      | 1931      | Ordinarius                 | Nachfolger Schmids; Spezialist für antike Medizingeschichte und Philosophie (Lukrez); wechselte nach Wien |      |
| Hans Herter (1899–1984)                    | 1932      | 1938      | Ordinarius                 | Nachfolger Mewaldts (bis 1933 Extraordinarius); Spezialist für griechische Philosophie (Platon), Geschichtsschreibung (Thukydides) und antike Religionsgeschichte; wechselte nach Bonn |      |
| Wilhelm Nestle (1865–1959)                 | 1932      | 1935      | Honorarprofessor           | Spezialist für griechische Religion und Philosophie (Vom Mythos zum Logos, 1940; Griechische Geistesgeschichte, 1944) |      |
| Walter Nestle (1902–1945)                  | 1939      | 1942      | Privatdozent               | Sohn von Wilhelm Nestle, Aischylos-Forscher; wechselte nach Freiburg, später Frankfurt am Main |      |
| Walter F. Otto (1874–1958)                 | 1946      | 1958      | Ordinarius                 | Gastprofessor, ab 1950 Emeritus; Spezialist für griechische Religion und Mythologie |      |
| Walter Jens (1923–2013)                    | 1949      | 1963      | außerplanmäßiger Professor | Privatdozent, 1956 apl. Prof.; Spezialist für antike Rhetorik und Geschichtsschreibung, Schriftsteller; ab 1963 erster Lehrstuhlinhaber für Allgemeine Rhetorik |      |
| Jürgen Kroymann (1911–1980)                | 1949      | 1976      | Professor                  | Dozent, 1954/1955 Professor in Greifswald, 1958 apl. Prof., 1969 Wissenschaftlicher Rat und Professor; Spezialist für antike Geschichtsschreibung |      |
| Wolfgang Schadewaldt (1900–1974)           | 1950      | 1972      | Ordinarius                 | Professor für Klassische Philologie (Gräzistik) und Fortleben der Antike, 1968 emeritiert; verfasste grundlegende Studien zum griechischen Epos, Tragödie (Sophokles) und deren Fortleben in der Literatur der Spätantike, des Mittelalters und der Neuzeit |      |
| Hildebrecht Hommel (1899–1996)             | 1955      | 1964      | Ordinarius                 | Nachfolger Weinreichs; Spezialist für antike Religion |      |
| Ernst Zinn (1910–1990)                     | 1956      | 1978      | Ordinarius                 | Professor für Klassische Philologie und Vergleichende Literaturwissenschaft; Spezialist für antike lateinische Dichtung (Horaz, Ovid) und moderne Literatur (Rainer Maria Rilke, Hugo von Hofmannsthal, Rudolf Borchardt) |      |
| Hellmut Flashar (1929–2022)                | 1959      | 1965      | Privatdozent               | Assistent, 1961 habilitiert; Spezialist für griechische Philosophie (Platon, Aristoteles), Tragödie, Medizingeschichte und Wissenschaftsgeschichte; wechselte nach Bochum, später nach München |      |
| Theofanis Kakridis (1933–2019)             | 1959      | 1964      | Lektor                     | gab neu- und altgriechische Sprachkurse; wechselte an die Universität Ioannina |      |
| Eberhard Heck (1937–2022)                  | 1963      | 2003      | Professor                  | Assistent, 1971 habilitiert und apl. Prof., 1976 Oberassistent, 1980 C2-Professor für Lateinische Philologie; Spezialist für Cicero und Laktanz |      |
| Konrad Müller (1920–2015)                  | 1963      | 1964      | Ordinarius                 | Spezialist für spät-, mittel- und neulateinische Literatur; wechselte nach Freiburg (Schweiz) |      |
| Rüdiger Vischer (1936–2017)                | 1963      | 1998      | Akademischer Rat           | Spezialist für lateinische Semantik und Stilistik, Verfasser der Lateinischen Wortkunde für Anfänger und Fortgeschrittene |      |
| Carl Joachim Classen (1928–2013)           | 1964      | 1965      | Lehrstuhlvertreter         | vertrat Müllers Lehrstuhl; Spezialist für griechische Philosophie und antike Rhetorik; wechselte nach Würzburg, später Berlin (TU) und Göttingen |      |
| Joachim Dingel (* 1938)                    | 1965      | 1992      | Professor                  | Assistent, 1972 Privatdozent, 1991 C2-Professor; Spezialist für römische Dichtung und die Literaturtheorie (Seneca, Quintilian); wechselte nach Hamburg |      |
| Hartmut Erbse (1915–2004)                  | 1965      | 1968      | Ordinarius                 | Nachfolger Müllers; Spezialist für griechische Dichtung, Lexikographie und Scholien; wechselte nach Bonn |      |
| Egidius Schmalzriedt (1935–2003)           | 1965      | 1994      | Professor                  | Jens-Schüler, 1970 habilitiert und apl. Prof., 1975 C3-Professor für Antike Philosophie und Allgemeine Rhetorik; Spezialist für griechische Literatur |      |
| Ernst-Richard Schwinge (* 1934)            | 1965      | 1976      | außerplanmäßiger Professor | Assistent, 1967 habilitiert und Universitätsdozent, 1973 apl. Prof.; Spezialist für die griechische Tragödie und deren Nachleben in der Neuzeit; wechselte nach Kiel |      |
| Günther Wille (1925–1996)                  | 1965      | 1991      | Ordinarius                 | Nachfolger Hommels; Spezialist für römische Geschichtsschreibung (Livius, Tacitus) und Musik |      |
| Heinz Happ (1931–2014)                     | 1966      | 1996      | Professor                  | Privatdozent, 1973 apl. Prof., 1979 C2-Professor; Spezialist für spätlateinische Dichtung, lateinische Grammatik und Sprachdidaktik |      |
| Konrad Gaiser (1929–1988)                  | 1968      | 1988      | Ordinarius                 | Nachfolger von Schadewaldt, Spezialist für griechische Philosophie (Platon; Platons ungeschriebene Lehre) |      |
| Richard Kannicht (1931–2020)               | 1969      | 1997      | Ordinarius                 | Spezialist für griechische Dichtung (besonders Drama), Literaturtheorie und Metrik |      |
| Hermann Steinthal (1925–2014)              | 1972      | 1989      | Honorarprofessor           | Leiter des Uhland-Gymnasiums, Honorarprofessor für Didaktik der alten Sprachen |      |
| Hubert Cancik (* 1937)                     | 1974      | 2003      | Ordinarius                 | Professor für Klassische Philologie und Geschichte der antiken Religionen; Spezialist für Kultur- und Geistesgeschichte Europas und des Vorderen Orients, Mitherausgeber des Neuen Pauly (1996–2012) und des Handbuchs religionswissenschaftlicher Grundbegriffe (1988–2000) |      |
| Ernst A. Schmidt (* 1937)                  | 1979      | 2002      | Ordinarius                 | Nachfolger von Zinn; Spezialist für griechische Philosophie (Platon), römische Dichtung (Catull, augusteische Dichtung) und Augustin |      |
| Lutz Käppel (* 1960)                       | 1990      | 1998      | Privatdozent               | Assistent, 1997 habilitiert; Spezialist für griechische Tragödie, Lyrik, Mathematik, Mythologie und Wissenschaftsgeschichte; wechselte nach Kiel |      |
| Helmut Krasser (* 1959)                    | 1990      | 1999      | Oberassistent              | Assistent, 1996 habilitiert und Oberassistent; Spezialist für römische Literatur (Cicero, Catull, Horaz, Statius, Gellius); wechselte nach Gießen |      |
| Thomas A. Szlezák (1940–2023)              | 1990      | 2006      | Ordinarius                 | Nachfolger Gaisers; Spezialist für griechische Philosophie (Platon) |      |
| Karl-Heinz Stanzel (* 1958)                | 1992      |           | außerplanmäßiger Professor | Akademischer Rat, 1994 habilitiert, 2000 Akademischer Oberrat und apl. Prof.; Spezialist für griechische Philosophie (Platon) und Bukolik (Theokritos) |      |
| Heinz Hofmann (* 1944)                     | 1993      | 2009      | Ordinarius                 | Nachfolger von Wille; Spezialist für griechische und römische Dichtung und Literaturgeschichte |      |
| Jürgen Leonhardt (* 1957)                  | 2004      |           | Ordinarius                 | Nachfolger Canciks; Spezialist für klassische lateinische Literatur und deren Wirkungsgeschichte |      |
| Robert Bees (* 1962)                       | 2004      |           | Privatdozent               | Spezialist für griechisches Drama, Geschichtsschreibung und Philosophie (Stoa) |      |
| Irmgard Männlein (* 1970)                  | 2006      |           | Ordinaria                  | Nachfolgerin von Szlezák; Spezialistin für griechische Literatur und Literaturtheorie der Kaiserzeit |      |
| Anja Wolkenhauer (* 1967)                  | 2010      |           | Ordinaria                  | Nachfolgerin von Hofmann; Spezialistin für lateinische Literatur der Antike und des Humanismus |      |
| Robert Kirstein (* 1967)                   | 2011      |           | Ordinarius                 | Zunächst Vertretungsprofessor, seit 2018 Nachfolger für Jürgen Leonhardt; Spezialist für griechische Literatur des Hellenismus, Kleindichtung, Rezeptions- und Wissenschaftsgeschichte und die Anwendung moderner Literaturtheorie auf antike Texte |      |